# Stieleiche (Groß Munzel)
Die Stieleiche war ein Naturdenkmal in Groß Munzel, einem Stadtteil der Stadt Barsinghausen in der Region Hannover in Niedersachsen. Der Baum und die Auswirkungen einer Änderung der Naturschutzgesetzgebung beschäftigten das Verwaltungsgericht.

## Standort
Die Dammstraße führt als Ausfallstraße vom alten Ortskern von Groß Munzel in Richtung einer Brücke über die Südaue und weiter in Richtung Barsinghausen.
Die Stieleiche stand zwischen Nebengebäuden an der Zufahrt zum einstigen Hof Nummer 2, einem Vierseithof an der Dammstraße 9.

## Beschreibung

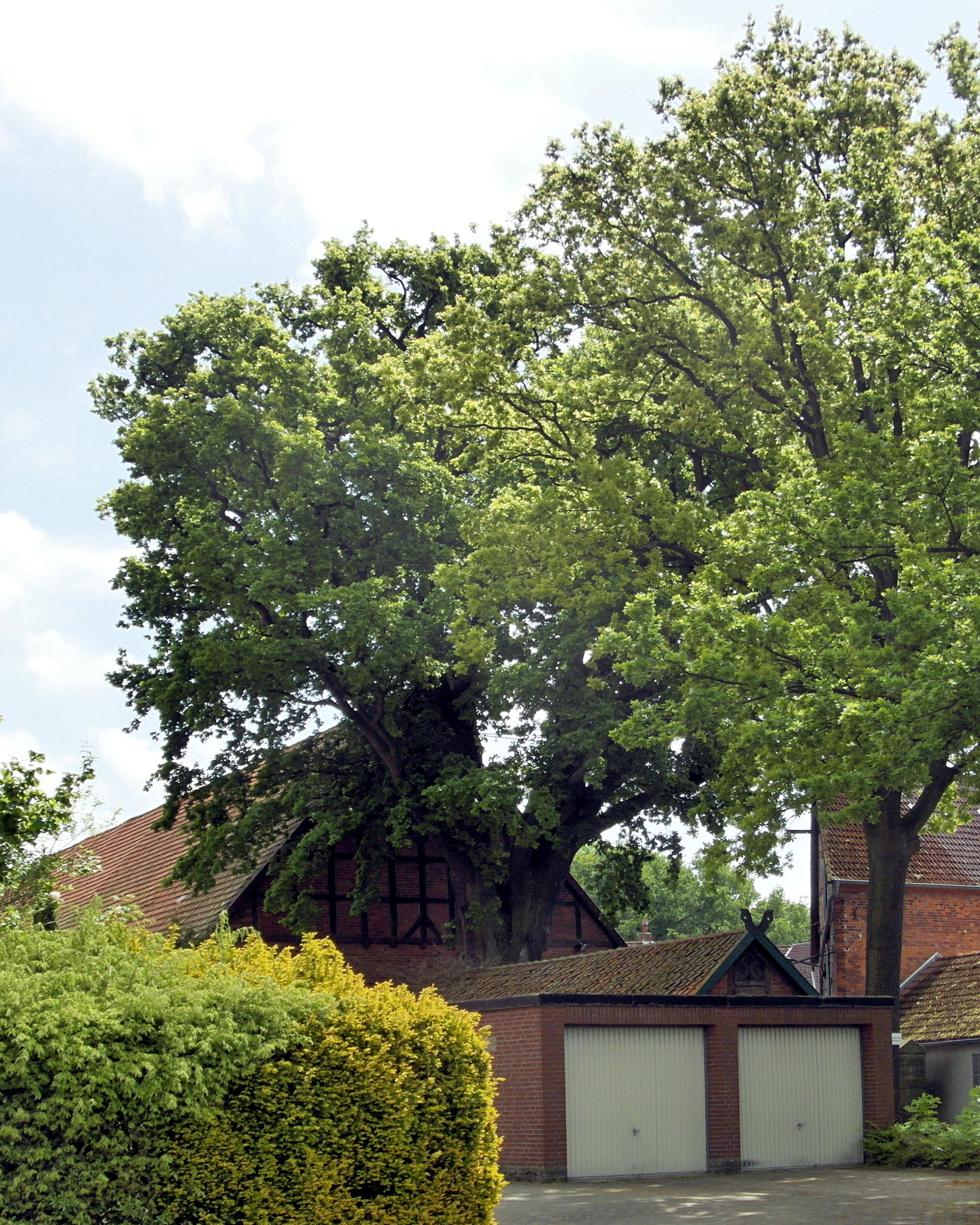
Eiche, hinter Garagen

Im Jahr 2010 wurde die Stieleiche als etwa 300 Jahre alter, gut ausgeprägter Baum beschrieben.
Der Baum sei durch einen „Brand der angrenzenden Scheune zum Teil sehr stark geschädigt“.
Die Stieleiche war eines der in der zweiten Verordnung über die Sicherung von Naturdenkmalen des Landkreises Hannover aus dem Jahr 1937 enthaltenen Naturdenkmale.
Die für die Aufgaben der unteren Naturschutzbehörde im Gebiet der Stadt Barsinghausen zuständige Region Hannover übernahm bei der Neuregelung des Verzeichnisses im Jahr 2010 den Baum mit dem Kennzeichen „ND-H 5“.
Als Schutzzweck des Naturdenkmals nannte die Behörde

„Stattlicher Baum, der das Ortsbild prägt und die Hofeinfahrt markiert. Er ist auf Grund seiner Eigenart und Schönheit schützenswert.“

## Auswirkung der Verkehrssicherungspflicht
Im Jahr 2012 war zu der Stieleiche eine Verhandlung des Verwaltungsgerichts Hannover angesetzt.
Es ging um die Auswirkung einer im Jahr 2010 in Kraft getretene Änderung des Niedersächsischen Ausführungsgesetzes zum Bundesnaturschutzgesetz (NAGBNatSchG) auf die dem Grundstückseigentümer obliegende Verkehrssicherungspflicht.
Während zuvor die Naturschutzbehörde Maßnahmen zur Gefahrenabwehr auf ihre Kosten zu ergreifen hatte, vertrat das Niedersächsische Umweltministerium in einem Erlass die Auffassung, nunmehr sei der Eigentümer verpflichtet, Maßnahmen und damit verbundene finanzielle Belastungen zur Gefahrenabwehr zu ergreifen.
Die Stieleiche wurde im Dezember 2016 aus Verkehrssicherungsgründen gefällt, um ihrem befürchteten Umsturz zuvor zu kommen.
Im Januar 2020 wurde der Baum aus dem Naturdenkmalverzeichnis gelöscht.